# Nemoura nankinensis
Nemoura nankinensis är en bäcksländeart som beskrevs av Wu, C.F. 1926. Nemoura nankinensis ingår i släktet Nemoura och familjen kryssbäcksländor. Inga underarter finns listade i Catalogue of Life.